# هتفیلد (مینه‌سوتا)
هتفیلد، مینه‌سوتا (به انگلیسی: Hatfield, Minnesota) یک شهر در ایالات متحده آمریکا است که در شهرستان پایپستون، مینه‌سوتا واقع شده‌است.

## خصوصیات
هتفیلد ۷٫۱۵ کیلومترمربع مساحت و ۵۴ نفر جمعیت دارد و ۵۱۳ متر بالاتر از سطح دریا واقع شده‌است.